# Пудендонейропатия
Пудендонейропатия — неврологический синдром, который носит тоннельный характер, обусловлен компрессией полового (срамного) нерва в пространстве между илиосакральной и илиоостистой связками малого таза. Клинически проявляется болями в промежности на стороне компремированного нерва с иррадиацией по внутренней поверхности бедра, а также лёгкими сфинктерными расстройствами по типу задержки. Патогномоничным симптомом является усиление боли при разведении согнутых в коленях ног в положении лёжа, при этом исследователь оказывает сопротивление этому движению. Так же информативен тест приведения колена на больной стороне к контролатеральному плечу — боль усиливается.